# Воронинка
Воронинка (Вороненка, Вороненкова) — деревня в Карачевском районе Брянской области, в составе Верхопольского сельского поселения. 
Расположена в 2 км к северо-востоку от посёлка Тёплое, в 3 км к югу от села Верхополье. Население — 4 человека (2012).

## История
Упоминается с середины XIX века; бывшее владение Ворониных. Состояла в приходе села Верхополье.
До 1929 года входила в Карачевский уезд (с 1861 — в составе Верхопольской волости, с 1924 в Карачевской волости). 
С 1929 года в Карачевском районе. В середине XX века действовал колхоз «Движение».
| Годы      | 1866 | 1887 | 1926 | 1979 | 1989 | 2002 | 2010 | 2012 |
| --------- | ---- | ---- | ---- | ---- | ---- | ---- | ---- | ---- |
| Население | 58   | 106  | 187  | 40   | 21   | 4    | 4    | 4    |